# Senat der Bundesforschungsinstitute
Der Senat der Bundesforschungsinstitute (bis 2008: Senat der Bundesforschungsanstalten) ist eine Koordinierungsstelle der Ressortforschung beim Bundesministerium für Ernährung und Landwirtschaft. Er dient vor allem dazu, „die fachlich-wissenschaftliche Quervernetzung zwischen den Einrichtungen der Ressortforschung und den Instituten der Leibniz-Gemeinschaft herzustellen“.
Der Senat verfügt über sieben Arbeitsgruppen, die aus je etwa zwölf Wissenschaftlern bestehen. Der Senat gibt die Zeitschrift „ForschungsReport“ und andere Publikationen heraus.
Die Geschäftsstelle des Senats befindet sich in Berlin, Präsident ist Gerhard Rechkemmer vom Max Rubner-Institut.

## Mitglieder
- Friedrich-Loeffler-Institut
- Johann Heinrich von Thünen-Institut
- Julius Kühn-Institut
- Max Rubner-Institut
- Bundesinstitut für Risikobewertung
- Deutsche Forschungsanstalt für Lebensmittelchemie
- Leibniz-Institut für Agrarentwicklung in Mittel- und Osteuropa
- Leibniz-Institut für Agrartechnik
- Leibniz-Institut für Gemüse- und Zierpflanzenbau
- Forschungsinstitut für Nutztierbiologie
- Leibniz-Zentrum für Agrarlandschaftsforschung